# Центральний державний архів зарубіжної україніки
Центральний державний архів зарубіжної україніки (ЦДАЗУ)

## Адреса
- 03110 Україна, Київ, вул.Солом'янська, 3

## Історія
Центральний державний архів зарубіжної україніки (ЦДАЗУ) був створений на виконання розпорядження КМУ "Про утворення Центрального державного електронного архіву України та Центрального державного архіву зарубіжної україніки" від 12 травня 2007 року № 279-р. Архів створено, як координаційний центр з питань роботи з документами зарубіжної україніки, які зберігаються в інших державних архівах та архівних підрозділах організацій, громадських об’єднань та громадян. Пріоритетним напрямом архіву є організація  передавання та повернення в Україну писемної історико-культурної спадщини зарубіжних українців та українських громад, введення до наукового, культурного та духовного обігу тих часток національної культурної спадщини, що зберігаються в Україні або були вивезені за її межі. 
Відповідно до постанови Кабінету Міністрів України № 732 від 28 червня 2022 року «Про оптимізацію системи центральних державних архівів» у результаті злиття Центрального державного архіву громадських об’єднань України (ЦДАГО України) та Центрального державного архіву зарубіжної україніки (ЦДАЗУ) 7 жовтня 2022 року було утворено Центральний державний архів громадських об’єднань та україніки (ЦДАГОУ), який визначено правонаступником центральних державних архівів, реорганізованих у результаті злиття. 

## Основні напрямки діяльності архіву
Працівниками архіву здійснюється робота по:
1. Формуванню Національного архівного фонду, його упорядкуванню та збереженню, створенню довідкового апарату до документів; 
2. Реєстрації архівної україніки, що зберігається в зарубіжних та українських установах; 
3. Інтенсивному використанню документальної інформації в науково-дослідній та просвітницькій діяльності та ін.
Одним із перших результатів міжнародного співробітництва у архівній сфері стало підписання між ЦДАЗУ та Державним літературно-меморіальним музеєм-заповідником М. О. Некрасова "Карабиха" (с. Карабиха Ярославської обл., Ярославского р-ну) договору про наміри щодо співробітництва з опрацювання документів відомого поета та перекладача М. М.Ушакова. ЦДАЗУ тісно співпрацює з Міністерством закордонних справ України, з Державною службою контролю за переміщенням культурних цінностей через державний кордон при Міністерстві культури і туризму України, бере участь в організаційних заходах міжнародних українських організацій . Зокрема, світова українська спільнота була ознайомлена із напрямками діяльності ЦДАЗУ під час роботи Міжнародного конгресу "Діаспора як чинник утвердження держави Україна у міжнародній спільноті" (червень 2008 року, м. Львів) та IX Світового конгресу СКУ (серпень 2008 року, м.Київ). Разом з Комітетом Верховної Ради України з питань культури і духовності та Дипломатичною академією України МЗС України, ЦДАЗУ узяв участь у організації та проведенні круглого столу "Повернення культурних цінностей в Україну" (11 лютого 2009р.).
Використання документів здійснюється архівом у багатьох напрямках: у статтях, на радіо та телебаченні, у тематичних виставках, під час лекцій для школярів та студентської молоді, на наукових та пресових конференціях, круглих столах та для інших організаційних заходів.

## Фонди
Фонди архіву формуються за рахунок документів, що були в різні історичні часи вивезені за межі України чи створені за кордоном, але відбивають події історії України в її сучасних кордонах, або є історико-культурним надбанням зарубіжного українства, які на законних підставах надійшли в Україну і внесені до Національного архівного фонду.
До складу документів ЦДАЗУ України входять: 
1. Оригінали і/або копії документів, що були в різні історичні періоди вивезені за кордон чи створені за кордоном, але відбивають події історії України в її сучасних кордонах;
2. Оригінали і/або копії документів, що є історико-культурним надбанням зарубіжного українства, які на законних підставах надійшли у власність України і внесені до Національного архівного фонду .
Фонди ЦДАЗУ поділяються на: архівні, бібліотечні та музейні.
На зберіганні ЦДАЗУ знаходиться 78 архівних фондів. Серед перших надходжень стала колекція документів діячів політичної та воєнної еміграції в Румунії міжвоєнного періоду, що надійшла від Ольги  Андрич-Порохівської (Румунія) за сприяння МЗС України. Знаковою подією для ЦДАЗУ стало надходження на початку квітня 2008 року колекції документів із Словаччини, що висвітлюють життя та діяльність української еміграції у Чехословаччині у міжвоєнний та воєнний періоди та інші документи.
За роки існування архіву було сформовано шість  бібліотечних фондів, а саме: фонд  №1 – книги та періодичні видання, які надійшли до ЦДАЗУ разом з документами Пряшівської колекції (424 книги та 6 журналів); фонд № 2 – книги та періодичні видання, передані разом з документами фонду № 23 “Документи Українського Православного Братства імені Митрополита Василя Липківського на еміграції, зібрані родиною Валентина та Раїси Кохно (США)”  (716 книг, 274 жирнали та 861 газета);  фонд № 3 – книги та періодичні видання, які надійшли до ЦДАЗУ разом з документами фундації імені Олега Ольжича (4166 книг, 1865 журналів (1 спецвидання), 831 газета (32 річні підшивки)); фонд № 4 – Українсько-Американська фундація “Воля” (2268 книг, 1865 журналів (303 одиничні та 60 підшивок), 3 газети); фонд № 5 – колекція документів друкованих видань Павла Дорожинського  (1449 книг, 738 журналів (738 одиничні та 69 підшивок), 264 газети; фонд № 6 – ; загальнобібліотечний фонд Центрального державного архіву зарубіжної україніки (ЦДАЗУ) (1981 книга, 3038 журналів, 408 газет). . 
Всього на зберіганні в ЦДАЗУ знаходиться близько 200 музейних предметів. Музейні предмети, які є частиною архівних колекцій, становлять важливу та інтегральну частину української культурної спадщини, дозволяють більш детально відобразити життя та діяльність як українців закордоном в цілому, так і окремих установ та діячів. Зокрема, оригінали печаток та штампів українських установ, що діяли у Чехословаччині в міжвоєнний період (Союзу Визволення України, Гуртка приятелів Пласту при Союзі українських пластунів-емігрантів, Ліги Націй Східної Європи, Українського академічного комітету в Празі), добірка фотографій та негативів української діаспори, а також колекція відзнак, медалей та інших нагород (пропам’ятна відзнака до першої річниці вбивства С.Петлюри, воєнний хрест УНР) та ін.